# Lilla Vanston
Lilla Vanston (16 de mayo de 1870 - 23 de marzo de 1959) fue una escultora y retratista irlandesa.

## Biografía
Lilla Vanston nació y recibió el nombre de Lydia Mary Coffey el 16 de mayo de 1870. Fue una de las dos hijas del reverendo John T. Coffey, quien fue rector de Mogorban, Fethard, Co. Tipperary, y Lizzie Moulson, hija del reverendo George Nesbitt. Asistió a la Escuela Metropolitana de Arte de Dublín. Alrededor de 1900, se casó con John S. Vanston, un abogado. Vanston se convirtió en miembro de la Liga Gaélica y visitó la región de Gaeltacht en la isla Achill con regularidad. La pareja tuvo una hija, Dairine, que también se convertiría en artista.

## Carrera artística
Vanston recibió un medallón en la exhibición de la Academia Real de Hibernia (RHA) de 1898 y por otro trabajo en 1903. Apareció en las exposiciones de Oireachtas na Gaeilge de 1907 y 1911. Entre 1904 y 1921 exhibió diez obras con la RHA, en gran parte retratos y estatuillas. Uno de esos retratos fue el del activista de la Liga Gaélica, Thomas O'Neill Russell. Vanston deseaba utilizar su arte con fines patrióticos, y estaba asociada con Irish Art Companions, un grupo fundado en 1904 por Charles Tindal Gatty con el objetivo de revivir el arte irlandés, en particular para ofrecer una alternativa a las estatuas eclesiásticas importadas. En el 27–28 de Clare Street, Dublín, el grupo tenía su propio molino de yeso y podía fundir principalmente estatuas eclesiásticas, las realizaban en bronce  y luego las teñían. Un panel de 1907 de Vanston para el grupo se expuso en la exposición de la Sociedad de Artes y Oficios de Irlanda de 1910. El panel se tituló El lamento de Banba o Erin se lamenta por sus héroes muertos, y The Irish Times lo calificó como "uno de los diseños decorativos más hermosos que hemos visto aquí desde hace tiempo ... muestra una gracia y libertad maravillosas". También participó en el United Arts Club, un grupo que incluía a Jack Butler Yeats .

## Vida posterior y legado
Vanston quedó viuda en la década de 1920 y se fue a París, donde estudiaba su hija. Mientras estuvo allí, expuso en el Salón de Otoño. Con frecuencia pasaba tiempo en París, hasta el estallido de la Segunda Guerra Mundial, momento en el cual se cree que se había convertido en budista. Vanston vivió en 13 Herbert Street hasta que murió el 23 de marzo de 1959 en el Hospital Royal City de Dublín.